# Impasse Orfila
Pour les articles homonymes, voir Orfila.
L'impasse Orfila est une voie située dans le quartier du Père-Lachaise du 20e arrondissement de Paris.

## Situation et accès
L'impasse Orfila est desservie par les lignes 3 et 3 bis à la station Gambetta.

## Origine du nom

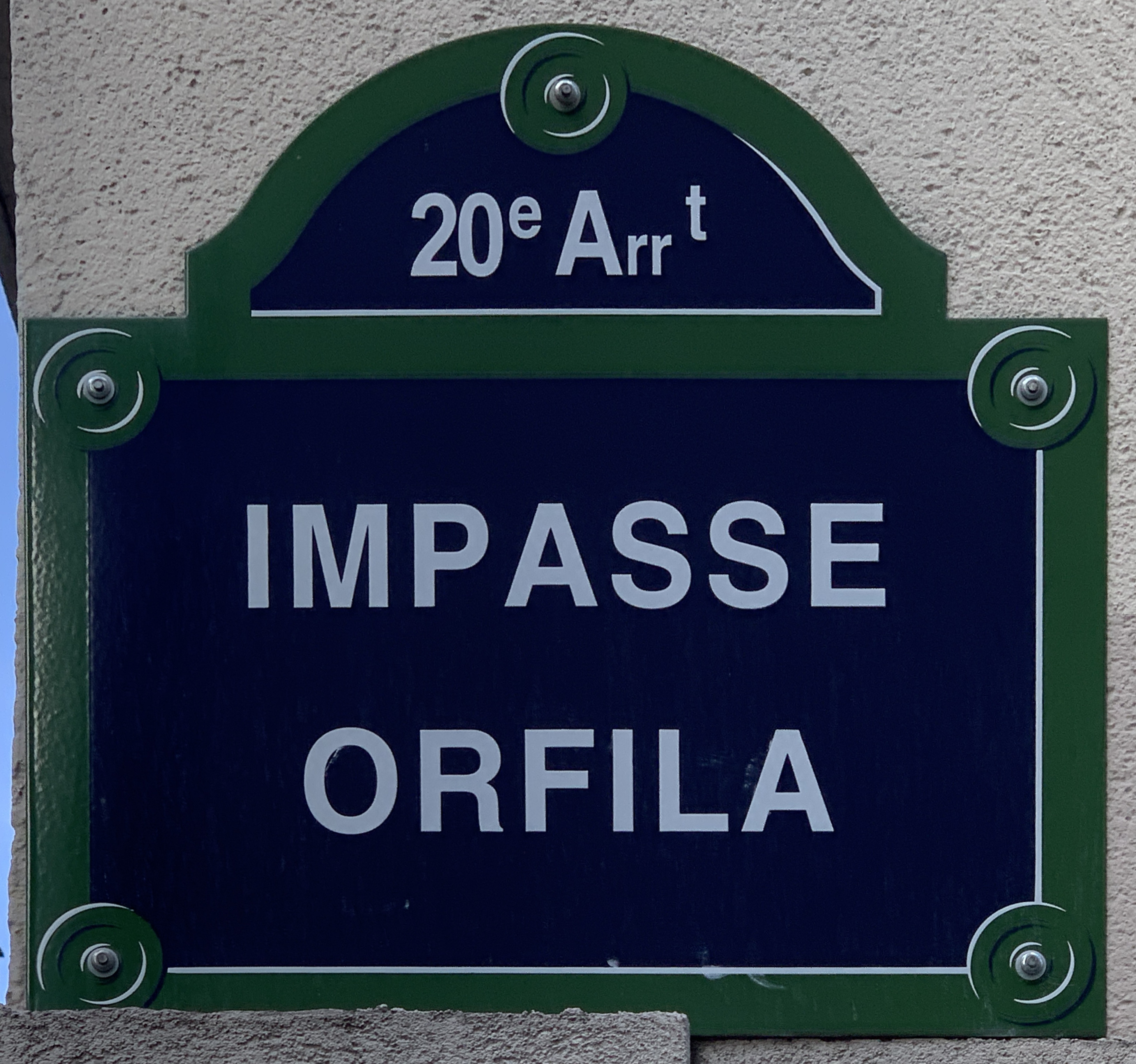
Plaque de l'impasse.

Elle porte le nom du médecin Mathieu Joseph Bonaventure Orfila (1787-1853) en raison de sa proximité avec la rue éponyme.

## Historique
Ancienne voie de la commune de Charonne connue sous le nom d'« impasse des Hautes-Gatines », elle est intégrée par la ville de Paris en 1863. Elle prend son nom actuel en 1877.